# Kaltverdunstung
Als Kaltverdunstung wird die Verdunstung bezeichnet, die ohne künstliche Wärmezufuhr erfolgt. 
Im Bereich der Heizkostenverteiler bedeutet dies eine Verdunstung der Messflüssigkeit durch Sonneneinstrahlung oder sommerliche Temperaturen ohne Beanspruchung des Heizkörpers. Diese Abweichung wird durch ein Mehr an Messflüssigkeit ausgeglichen (DIN EN 835).
Im Bereich der Luftwäscher wird dieses Prinzip zur Minimierung der Energieaufnahme des Gerätes gegenüber Verdampfer-Modellen verwendet. Die große Oberfläche des zu verdunstenden Wassers begünstigt die Energiebilanz.